# Morton (Minnesota)
Morton és una població dels Estats Units a l'estat de Minnesota. Segons el cens del 2000 tenia 442 habitants.

## Demografia
Segons el cens del 2000, Morton tenia 442 habitants, 199 habitatges, i 118 famílies. La densitat de població era de 141 habitants per km².
Dels 199 habitatges en un 24,6% hi vivien nens de menys de 18 anys, en un 45,2% hi vivien parelles casades, en un 10,6% dones solteres, i en un 40,7% no eren unitats familiars. En el 34,2% dels habitatges hi vivien persones soles el 18,6% de les quals corresponia a persones de 65 anys o més que vivien soles. El nombre mitjà de persones vivint en cada habitatge era de 2,22 i el nombre mitjà de persones que vivien en cada família era de 2,88.
Per edats la població es repartia de la següent manera: un 23,3% tenia menys de 18 anys, un 8,8% entre 18 i 24, un 25,1% entre 25 i 44, un 21,9% de 45 a 60 i un 20,8% 65 anys o més.
L'edat mediana era de 41 anys. Per cada 100 dones de 18 o més anys hi havia 101,8 homes.
La renda mediana per habitatge era de 35.298 $ i la renda mediana per família de 37.396 $. Els homes tenien una renda mediana de 30.938 $ mentre que les dones 21.397 $. La renda per capita de la població era de 16.899 $. Entorn de l'11,5% de les famílies i el 8,8% de la població estaven per davall del llindar de pobresa.

## Poblacions més properes
El següent diagrama mostra les poblacions més properes.